# Stefanie Gossweiler
Stefanie Gossweiler (sinh ngày 4 tháng 1 năm 1988) là một người mẫu. Cô đoạt vương miện Hoa hậu Trái Đất Thụy Sĩ 2007 và đại diện cho quốc gia này tại Hoa hậu Trái Đất 2007 tại Philippines. Cô lọt vào Top 8.